# Absolute Christmas 2006
Absolute Christmas 2006, kompilation i serien Absolute Christmas udgivet i 2006. 

## Spor

### Disc 1
1. Queen – "Thank God It's Christmas"
2. Sanne Salomonsen og Nikolaj Steen – "Vi Lover Hinanden"
3. Gasolin – "Endelig Jul Igen"
4. Wham! – "Last Christmas"
5. Martin Brygmann & Sarah West – "Jul I Valhal"
6. Mel & Kim – "Rockin' Around The Christmas Tree"
7. Otto Brandenburg – "Søren Banjomus"
8. Chris Rea – "Driving Home For Christmas"
9. Drengene fra Angora – "Jul I Angora"
10. Flemming "Bamse" Jørgensen – "Jul På Vimmersvej"
11. José Feliciano – "Feliz Navidad"
12. Fenger & Helmig – "Når Sneen Falder"
13. Diana Ross & The Supremes – "Santa Claus Is Coming To Town"
14. Jackson 5 – "Little Drummer Boy"
15. Lars Lilholt – "Lad Julen Vare Længe"
16. Bing Crosby – "White Christmas"
17. Peter Sommer – "Fra Mig Til Dig"
18. Usher – "This Christmas"
19. ABBA – "Happy New Year"

### Disc 2
1. John Lennon & Yoko and The Plastic Ono Band with The Harlem Community Choir – "Happy Xmas (War Is Over)"
2. Julie & Martin Brygmann – "Jesus & Josefine"
3. Slade – "Merry Xmas Everybody"
4. MC Einar – "Jul Det' Cool"
5. Band Aid – "Do They Know It's Christmas Time"
6. Juice / S.O.A.P. / Christina feat. Remee – "Let Love Be Love"
7. Cliff Richard – "Mistle Toe & Wine"
8. Elton John – "Step Into Christmas"
9. Gasolin – "Dejlig er jorden"
10. Kylie Minogue – "Santa Baby"
11. Martin Brygmann – "Lokes Rapsody"
12. Diskofil – "Til julebal i Nisseland" (Bodil Kjærs Plagiat Mix)
13. Ella Fitzgerald – "Frosty The Snow Man"
14. Shu-bi-dua – "Den himmelblå"
15. Elvis Presley – "I'll Be Home For Christmas"
16. Gnags – "Julesang"
17. The Raveonettes – "The Christmas Song"
18. Shakin' Stevens – "Merry Christmas Everyone"